# El transatlàntic del Pacífic
El transatlàntic del Pacífic (títol original: Pacific Liner) és una pel·lícula d'acció i aventures estatunidenca de 1939 dirigida per Lew Landers. La pel·lícula és protagonitzada per Victor McLaglen, Chester Morris i Wendy Barrie. Està doblada al català.

## Argument
El S.S. Arcturus navega de Xangai a San Francisco, i el doctor Craig ocupa el càrrec de metge del vaixell per tal d'estar a prop d'Ann Grayson, la infermera del vaixell. L'enginyer en cap "Crusher" McKay també té els ulls posats en Ann, i això provoca un conflicte immediat entre els dos homes. Quan esclata una epidèmia sota coberta, Craig li diu a McKay que les sales de màquines han de ser posades en quarantena, però aquest s'oposa als esforços de Craig per evitar que la malaltia es propagui.

## Repartiment
- Victor McLaglen com "Crusher" McKay
- Wendy Barrie com Ann Grayson
- Chester Morris com Doctor Tony Craig
- John Bleifer com Kovac
- Barry Fitzgerald com "Britches"
- Paul Guilfoyle com Wishart
- Alan Hale Sr. com Gallagher
- Halliwell Hobbes com Captain Mathews
- Ernest Whitman com “Professor”
- Cyrus W. Kendall com "Deadeyes"
- Allan Lane com Bilson
- Emory Parnell com Olaf
- John Wray com Metcalfe
- Eddie Bracken com oficial (sense acreditar)
- Anthony Warde com membre de la tripulació (sense acreditar)

## Producció
La fotografia principal a El transatlàntic del Pacífic va començar a mitjans d'octubre de 1938. El 1937, el cap corporatiu de RKO, Leo Spitz, s'havia allunyat de les anteriors "pel·lícules de prestigi" que sovint havien estat aclamades per la crítica però que havien estat desastres financers. No havia invertit massa en projectes com El transatlàntic del Pacífic, que inicialment havia estat pensat per ser estrenat com a "explotació ràpida". No obstant això, amb el fiable director de pel·lícules B Lew Landers al capdavant, el resultat va ser previsiblement portat "... a la pantalla amb el seu sentiment habitual per l'acció i atenció al desenvolupament narratiu...", desmentint el seu modest estatus de "B".
Juntament amb un repartiment de primer nivell amb actors de sèrie i intèrprets destacats, així com una història creïble, El transatlàntic del Pacífic també va tenir l'avantatge d'un "conjunt de vaixell luxós... amb adorns art déco", cortesia del director d'art Van Nest Polglase i el seu assistent Albert D'Agostino, conegut especialment pels seus elaborats conjunts als musicals Astaire - Rogers. Un conjunt de vaixells de vapor de mida completa, el primer que RKO havia fet per les seves característiques típiques de pressupost, tenia principalment habitacions interiors, però també incloïa una secció exterior amb una passarel·la perquè els passatgers poguessin pujar a bord. Es va utilitzar una maqueta a gran escala per a plans llargs que mostraven tot el vaixell de passatgers.

## Recepció
Variety va anunciar que El transatlàntic del Pacífic de RKO era "omplint els duals" (la meitat inferior d'una sessió doble). La pel·lícula, però, va superar els seus humils orígens, no només va obtenir un benefici de 87.000 dòlars, sinó que amb crítiques generalment favorables, RKO la va traslladar al capdamunt de la factura durant sis setmanes als principals mercats de teatre. La pel·lícula també va ser nominada als Premis de l'Acadèmia de 1939 a la millor banda sonora original.